# Kensico Cemetery

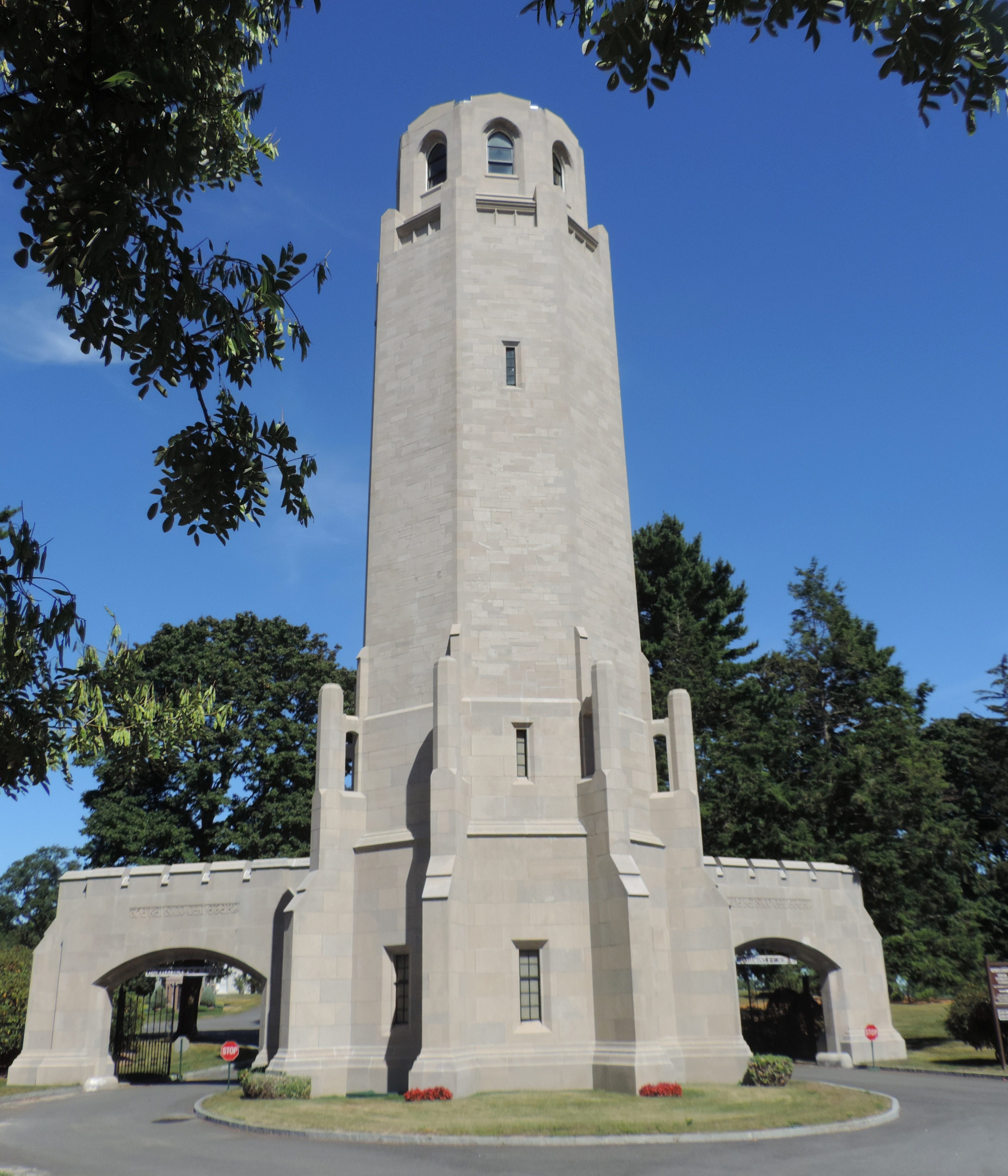
De toegangstoren van Kensico.

Kensico Cemetery is een begraafplaats gelegen in Valhalla (New York) in de Verenigde Staten. Op deze begraafplaats liggen tal van beroemdheden begraven.
Een overzicht van beroemdheden die hier begraven liggen:
- Anne Bancroft (1931-2005)
- Wendy Barrie (1912-1978)
- Vivian Blaine (1921-1995)
- Billie Burke (1884-1970)
- Olive Deering (1918-1986)
- Geraldine Farrar (1882-1967)
- Gloria Foster (1933-2001)
- Lou Gehrig (1903-1941)
- Ulu Grosbard (1929-2012)
- Jill Haworth (1945-2001)
- May Irwin (1862-1938)
- Danny Kaye (1911-1987)
- Gordon Scott (1926-2007)
- Lewis Stone (1859-1933)